# قیمومت بریتانیا بر عراق
قیمومت بریتانیا بر عراق (به عربی: الانتداب البريطاني على العراق)، دوره‌ای از تاریخ عراق پس از انقلاب ۱۹۲۰ است.
عراق تحت قیمومیت بریتانیا از سه استان سابق عثمانی یعنی موصل، بغداد و بصره تشکیل شد. پس از شروع جنگ جهانی دوم رشید عالی گیلانی نخست‌وزیر عراقی عراق به سمت آلمان نازی گرایش پیدا کرد. این عامل تنها کافی بود تا امپراتوری بریتانیا بار دیگر در سال ۱۹۴۱ این کشور را اشغال کند.